# Theodor Scheerer
Karl Johann August Theodor Scheerer, född den 28 augusti 1813 i Berlin, död den 19 juli 1875 i Dresden, var en tysk kemist och mineralog.
Scheerer var 1833–1839 hyttmästare i Modum i Norge och blev 1841 lektor i mineralogi och metallurgi vid Kristiania universitet samt var 1848–1873 professor vid Bergsakademien i Freiberg, Sachsen. Han verkställde flera viktiga kemisk-mineralogiska undersökningar samt utgav Lehrbuch der Metallurgie (två band, 1846–1853), Lötrohrbuch (1851; andra upplagan 1857), Der Paramorphismus (1854) med flera arbeten.